# 1535
Portal Geschichte | Portal Biografien | Aktuelle Ereignisse | Jahreskalender | Tagesartikel

◄ |
15. Jahrhundert |
16. Jahrhundert
| 17. Jahrhundert | ►

◄ |
1500er |
1510er |
1520er |
1530er
| 1540er | 1550er | 1560er | ►

◄◄ |
◄ |
1531 |
1532 |
1533 |
1534 |
1535
| 1536 | 1537 | 1538 | 1539 | ► | ►►
Staatsoberhäupter  · Nekrolog   · Musikjahr
| Januar | Januar | Januar | Januar | Januar | Januar | Januar | Januar |
| Kw     | Mo     | Di     | Mi     | Do     | Fr     | Sa     | So     |
| ------ | ------ | ------ | ------ | ------ | ------ | ------ | ------ |
| 53     |        |        |        |        | 1      | 2      | 3      |
| 1      | 4      | 5      | 6      | 7      | 8      | 9      | 10     |
| 2      | 11     | 12     | 13     | 14     | 15     | 16     | 17     |
| 3      | 18     | 19     | 20     | 21     | 22     | 23     | 24     |
| 4      | 25     | 26     | 27     | 28     | 29     | 30     | 31     |

| Februar | Februar | Februar | Februar | Februar | Februar | Februar | Februar |
| Kw      | Mo      | Di      | Mi      | Do      | Fr      | Sa      | So      |
| ------- | ------- | ------- | ------- | ------- | ------- | ------- | ------- |
| 5       | 1       | 2       | 3       | 4       | 5       | 6       | 7       |
| 6       | 8       | 9       | 10      | 11      | 12      | 13      | 14      |
| 7       | 15      | 16      | 17      | 18      | 19      | 20      | 21      |
| 8       | 22      | 23      | 24      | 25      | 26      | 27      | 28      |

| März | März | März | März | März | März | März | März |
| Kw   | Mo   | Di   | Mi   | Do   | Fr   | Sa   | So   |
| ---- | ---- | ---- | ---- | ---- | ---- | ---- | ---- |
| 9    | 1    | 2    | 3    | 4    | 5    | 6    | 7    |
| 10   | 8    | 9    | 10   | 11   | 12   | 13   | 14   |
| 11   | 15   | 16   | 17   | 18   | 19   | 20   | 21   |
| 12   | 22   | 23   | 24   | 25   | 26   | 27   | 28   |
| 13   | 29   | 30   | 31   |      |      |      |      |

| April | April | April | April | April | April | April | April |
| Kw    | Mo    | Di    | Mi    | Do    | Fr    | Sa    | So    |
| ----- | ----- | ----- | ----- | ----- | ----- | ----- | ----- |
| 13    |       |       |       | 1     | 2     | 3     | 4     |
| 14    | 5     | 6     | 7     | 8     | 9     | 10    | 11    |
| 15    | 12    | 13    | 14    | 15    | 16    | 17    | 18    |
| 16    | 19    | 20    | 21    | 22    | 23    | 24    | 25    |
| 17    | 26    | 27    | 28    | 29    | 30    |       |       |

| Mai | Mai | Mai | Mai | Mai | Mai | Mai | Mai |
| Kw  | Mo  | Di  | Mi  | Do  | Fr  | Sa  | So  |
| --- | --- | --- | --- | --- | --- | --- | --- |
| 17  |     |     |     |     |     | 1   | 2   |
| 18  | 3   | 4   | 5   | 6   | 7   | 8   | 9   |
| 19  | 10  | 11  | 12  | 13  | 14  | 15  | 16  |
| 20  | 17  | 18  | 19  | 20  | 21  | 22  | 23  |
| 21  | 24  | 25  | 26  | 27  | 28  | 29  | 30  |
| 22  | 31  |     |     |     |     |     |     |

| Juni | Juni | Juni | Juni | Juni | Juni | Juni | Juni |
| Kw   | Mo   | Di   | Mi   | Do   | Fr   | Sa   | So   |
| ---- | ---- | ---- | ---- | ---- | ---- | ---- | ---- |
| 22   |      | 1    | 2    | 3    | 4    | 5    | 6    |
| 23   | 7    | 8    | 9    | 10   | 11   | 12   | 13   |
| 24   | 14   | 15   | 16   | 17   | 18   | 19   | 20   |
| 25   | 21   | 22   | 23   | 24   | 25   | 26   | 27   |
| 26   | 28   | 29   | 30   |      |      |      |      |

| Juli | Juli | Juli | Juli | Juli | Juli | Juli | Juli |
| Kw   | Mo   | Di   | Mi   | Do   | Fr   | Sa   | So   |
| ---- | ---- | ---- | ---- | ---- | ---- | ---- | ---- |
| 26   |      |      |      | 1    | 2    | 3    | 4    |
| 27   | 5    | 6    | 7    | 8    | 9    | 10   | 11   |
| 28   | 12   | 13   | 14   | 15   | 16   | 17   | 18   |
| 29   | 19   | 20   | 21   | 22   | 23   | 24   | 25   |
| 30   | 26   | 27   | 28   | 29   | 30   | 31   |      |

| August | August | August | August | August | August | August | August |
| Kw     | Mo     | Di     | Mi     | Do     | Fr     | Sa     | So     |
| ------ | ------ | ------ | ------ | ------ | ------ | ------ | ------ |
| 30     |        |        |        |        |        |        | 1      |
| 31     | 2      | 3      | 4      | 5      | 6      | 7      | 8      |
| 32     | 9      | 10     | 11     | 12     | 13     | 14     | 15     |
| 33     | 16     | 17     | 18     | 19     | 20     | 21     | 22     |
| 34     | 23     | 24     | 25     | 26     | 27     | 28     | 29     |
| 35     | 30     | 31     |        |        |        |        |        |

| September | September | September | September | September | September | September | September |
| Kw        | Mo        | Di        | Mi        | Do        | Fr        | Sa        | So        |
| --------- | --------- | --------- | --------- | --------- | --------- | --------- | --------- |
| 35        |           |           | 1         | 2         | 3         | 4         | 5         |
| 36        | 6         | 7         | 8         | 9         | 10        | 11        | 12        |
| 37        | 13        | 14        | 15        | 16        | 17        | 18        | 19        |
| 38        | 20        | 21        | 22        | 23        | 24        | 25        | 26        |
| 39        | 27        | 28        | 29        | 30        |           |           |           |

| Oktober | Oktober | Oktober | Oktober | Oktober | Oktober | Oktober | Oktober |
| Kw      | Mo      | Di      | Mi      | Do      | Fr      | Sa      | So      |
| ------- | ------- | ------- | ------- | ------- | ------- | ------- | ------- |
| 39      |         |         |         |         | 1       | 2       | 3       |
| 40      | 4       | 5       | 6       | 7       | 8       | 9       | 10      |
| 41      | 11      | 12      | 13      | 14      | 15      | 16      | 17      |
| 42      | 18      | 19      | 20      | 21      | 22      | 23      | 24      |
| 43      | 25      | 26      | 27      | 28      | 29      | 30      | 31      |

| November | November | November | November | November | November | November | November |
| Kw       | Mo       | Di       | Mi       | Do       | Fr       | Sa       | So       |
| -------- | -------- | -------- | -------- | -------- | -------- | -------- | -------- |
| 44       | 1        | 2        | 3        | 4        | 5        | 6        | 7        |
| 45       | 8        | 9        | 10       | 11       | 12       | 13       | 14       |
| 46       | 15       | 16       | 17       | 18       | 19       | 20       | 21       |
| 47       | 22       | 23       | 24       | 25       | 26       | 27       | 28       |
| 48       | 29       | 30       |          |          |          |          |          |

| Dezember | Dezember | Dezember | Dezember | Dezember | Dezember | Dezember | Dezember |
| Kw       | Mo       | Di       | Mi       | Do       | Fr       | Sa       | So       |
| -------- | -------- | -------- | -------- | -------- | -------- | -------- | -------- |
| 48       |          |          | 1        | 2        | 3        | 4        | 5        |
| 49       | 6        | 7        | 8        | 9        | 10       | 11       | 12       |
| 50       | 13       | 14       | 15       | 16       | 17       | 18       | 19       |
| 51       | 20       | 21       | 22       | 23       | 24       | 25       | 26       |
| 52       | 27       | 28       | 29       | 30       | 31       |          |          |

| Januar | Januar | Januar | Januar | Januar | Januar | Januar | Januar |
| Kw     | Mo     | Di     | Mi     | Do     | Fr     | Sa     | So     |
| ------ | ------ | ------ | ------ | ------ | ------ | ------ | ------ |
| 53     |        |        |        |        | 1      | 2      | 3      |
| 1      | 4      | 5      | 6      | 7      | 8      | 9      | 10     |
| 2      | 11     | 12     | 13     | 14     | 15     | 16     | 17     |
| 3      | 18     | 19     | 20     | 21     | 22     | 23     | 24     |
| 4      | 25     | 26     | 27     | 28     | 29     | 30     | 31     |

| Februar | Februar | Februar | Februar | Februar | Februar | Februar | Februar |
| Kw      | Mo      | Di      | Mi      | Do      | Fr      | Sa      | So      |
| ------- | ------- | ------- | ------- | ------- | ------- | ------- | ------- |
| 5       | 1       | 2       | 3       | 4       | 5       | 6       | 7       |
| 6       | 8       | 9       | 10      | 11      | 12      | 13      | 14      |
| 7       | 15      | 16      | 17      | 18      | 19      | 20      | 21      |
| 8       | 22      | 23      | 24      | 25      | 26      | 27      | 28      |

| März | März | März | März | März | März | März | März |
| Kw   | Mo   | Di   | Mi   | Do   | Fr   | Sa   | So   |
| ---- | ---- | ---- | ---- | ---- | ---- | ---- | ---- |
| 9    | 1    | 2    | 3    | 4    | 5    | 6    | 7    |
| 10   | 8    | 9    | 10   | 11   | 12   | 13   | 14   |
| 11   | 15   | 16   | 17   | 18   | 19   | 20   | 21   |
| 12   | 22   | 23   | 24   | 25   | 26   | 27   | 28   |
| 13   | 29   | 30   | 31   |      |      |      |      |

| April | April | April | April | April | April | April | April |
| Kw    | Mo    | Di    | Mi    | Do    | Fr    | Sa    | So    |
| ----- | ----- | ----- | ----- | ----- | ----- | ----- | ----- |
| 13    |       |       |       | 1     | 2     | 3     | 4     |
| 14    | 5     | 6     | 7     | 8     | 9     | 10    | 11    |
| 15    | 12    | 13    | 14    | 15    | 16    | 17    | 18    |
| 16    | 19    | 20    | 21    | 22    | 23    | 24    | 25    |
| 17    | 26    | 27    | 28    | 29    | 30    |       |       |

| Mai | Mai | Mai | Mai | Mai | Mai | Mai | Mai |
| Kw  | Mo  | Di  | Mi  | Do  | Fr  | Sa  | So  |
| --- | --- | --- | --- | --- | --- | --- | --- |
| 17  |     |     |     |     |     | 1   | 2   |
| 18  | 3   | 4   | 5   | 6   | 7   | 8   | 9   |
| 19  | 10  | 11  | 12  | 13  | 14  | 15  | 16  |
| 20  | 17  | 18  | 19  | 20  | 21  | 22  | 23  |
| 21  | 24  | 25  | 26  | 27  | 28  | 29  | 30  |
| 22  | 31  |     |     |     |     |     |     |

| Juni | Juni | Juni | Juni | Juni | Juni | Juni | Juni |
| Kw   | Mo   | Di   | Mi   | Do   | Fr   | Sa   | So   |
| ---- | ---- | ---- | ---- | ---- | ---- | ---- | ---- |
| 22   |      | 1    | 2    | 3    | 4    | 5    | 6    |
| 23   | 7    | 8    | 9    | 10   | 11   | 12   | 13   |
| 24   | 14   | 15   | 16   | 17   | 18   | 19   | 20   |
| 25   | 21   | 22   | 23   | 24   | 25   | 26   | 27   |
| 26   | 28   | 29   | 30   |      |      |      |      |

| Juli | Juli | Juli | Juli | Juli | Juli | Juli | Juli |
| Kw   | Mo   | Di   | Mi   | Do   | Fr   | Sa   | So   |
| ---- | ---- | ---- | ---- | ---- | ---- | ---- | ---- |
| 26   |      |      |      | 1    | 2    | 3    | 4    |
| 27   | 5    | 6    | 7    | 8    | 9    | 10   | 11   |
| 28   | 12   | 13   | 14   | 15   | 16   | 17   | 18   |
| 29   | 19   | 20   | 21   | 22   | 23   | 24   | 25   |
| 30   | 26   | 27   | 28   | 29   | 30   | 31   |      |

| August | August | August | August | August | August | August | August |
| Kw     | Mo     | Di     | Mi     | Do     | Fr     | Sa     | So     |
| ------ | ------ | ------ | ------ | ------ | ------ | ------ | ------ |
| 30     |        |        |        |        |        |        | 1      |
| 31     | 2      | 3      | 4      | 5      | 6      | 7      | 8      |
| 32     | 9      | 10     | 11     | 12     | 13     | 14     | 15     |
| 33     | 16     | 17     | 18     | 19     | 20     | 21     | 22     |
| 34     | 23     | 24     | 25     | 26     | 27     | 28     | 29     |
| 35     | 30     | 31     |        |        |        |        |        |

| September | September | September | September | September | September | September | September |
| Kw        | Mo        | Di        | Mi        | Do        | Fr        | Sa        | So        |
| --------- | --------- | --------- | --------- | --------- | --------- | --------- | --------- |
| 35        |           |           | 1         | 2         | 3         | 4         | 5         |
| 36        | 6         | 7         | 8         | 9         | 10        | 11        | 12        |
| 37        | 13        | 14        | 15        | 16        | 17        | 18        | 19        |
| 38        | 20        | 21        | 22        | 23        | 24        | 25        | 26        |
| 39        | 27        | 28        | 29        | 30        |           |           |           |

| Oktober | Oktober | Oktober | Oktober | Oktober | Oktober | Oktober | Oktober |
| Kw      | Mo      | Di      | Mi      | Do      | Fr      | Sa      | So      |
| ------- | ------- | ------- | ------- | ------- | ------- | ------- | ------- |
| 39      |         |         |         |         | 1       | 2       | 3       |
| 40      | 4       | 5       | 6       | 7       | 8       | 9       | 10      |
| 41      | 11      | 12      | 13      | 14      | 15      | 16      | 17      |
| 42      | 18      | 19      | 20      | 21      | 22      | 23      | 24      |
| 43      | 25      | 26      | 27      | 28      | 29      | 30      | 31      |

| November | November | November | November | November | November | November | November |
| Kw       | Mo       | Di       | Mi       | Do       | Fr       | Sa       | So       |
| -------- | -------- | -------- | -------- | -------- | -------- | -------- | -------- |
| 44       | 1        | 2        | 3        | 4        | 5        | 6        | 7        |
| 45       | 8        | 9        | 10       | 11       | 12       | 13       | 14       |
| 46       | 15       | 16       | 17       | 18       | 19       | 20       | 21       |
| 47       | 22       | 23       | 24       | 25       | 26       | 27       | 28       |
| 48       | 29       | 30       |          |          |          |          |          |

| Dezember | Dezember | Dezember | Dezember | Dezember | Dezember | Dezember | Dezember |
| Kw       | Mo       | Di       | Mi       | Do       | Fr       | Sa       | So       |
| -------- | -------- | -------- | -------- | -------- | -------- | -------- | -------- |
| 48       |          |          | 1        | 2        | 3        | 4        | 5        |
| 49       | 6        | 7        | 8        | 9        | 10       | 11       | 12       |
| 50       | 13       | 14       | 15       | 16       | 17       | 18       | 19       |
| 51       | 20       | 21       | 22       | 23       | 24       | 25       | 26       |
| 52       | 27       | 28       | 29       | 30       | 31       |          |          |

## Ereignisse

### Politik und Weltgeschehen

#### Osmanisches Reich / Tunisfeldzug Karls V.
- 2. März: Kaiser Karl V. verlässt Madrid in Richtung Barcelona, wo er am 4. April eintrifft, um die gemeinsame spanisch-portugiesisch-genuesische Flotte zu begutachten. Der Tunisfeldzug gegen das Osmanische Reich beginnt.
- Ende Mai: Die christliche Flotte bricht von Barcelona nach Sardinien auf.
- 1. Juni: In einer Seeschlacht wird eine osmanische Flotte vernichtet.

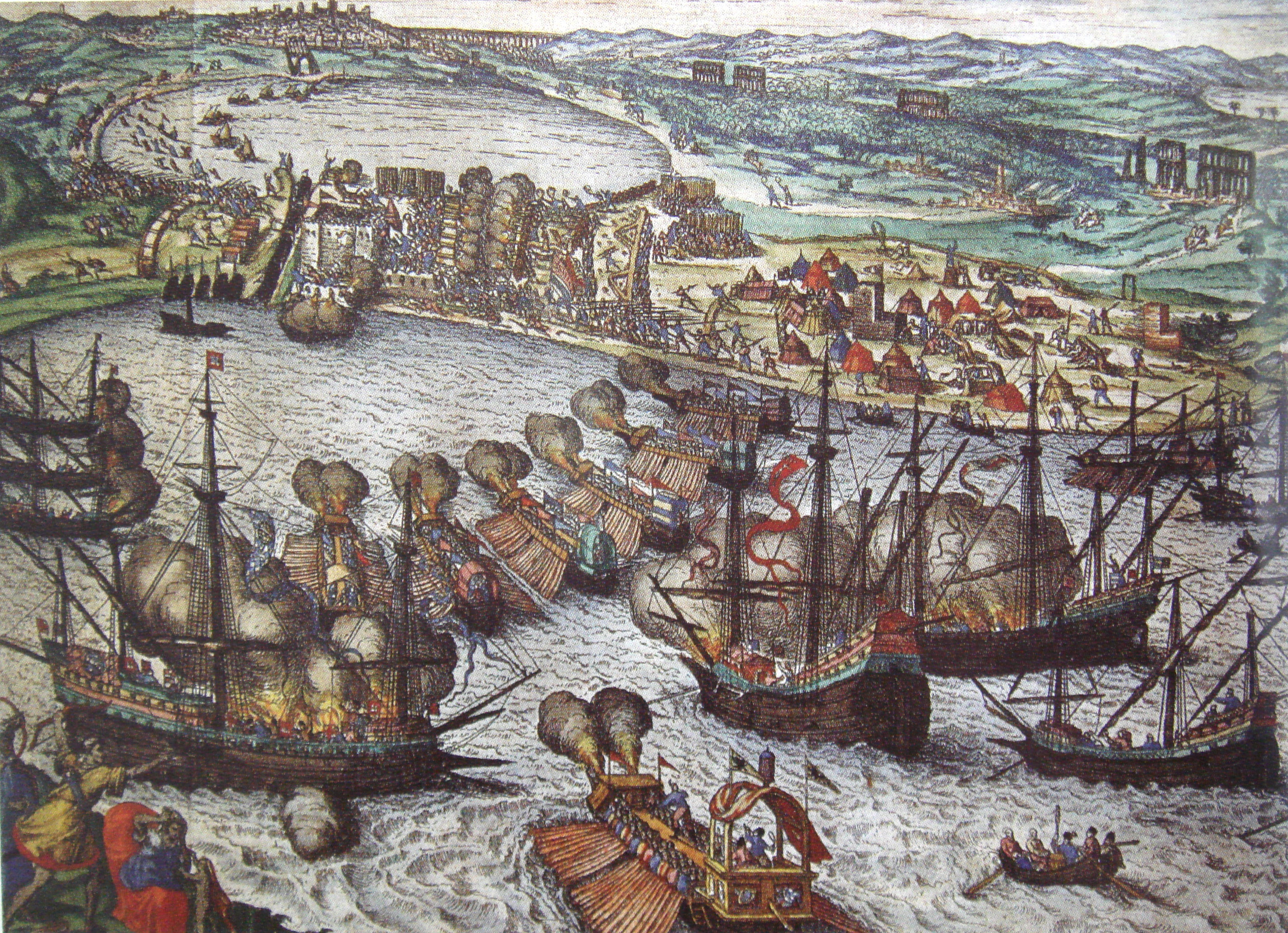
Attacke auf La Goletta, mit Tunis im Hintergrund

- 15. Juni: Die Belagerung der Tunis vorgelagerten Festung La Goletta beginnt. Bei der Belagerung sind auch die Ritter des Johanniterordens von der Insel Malta beteiligt.
- 14. Juli: La Goletta wird nach dreiwöchigem Bombardement erobert. Die christliche Armee zieht weiter Richtung Tunis ins Landesinnere.

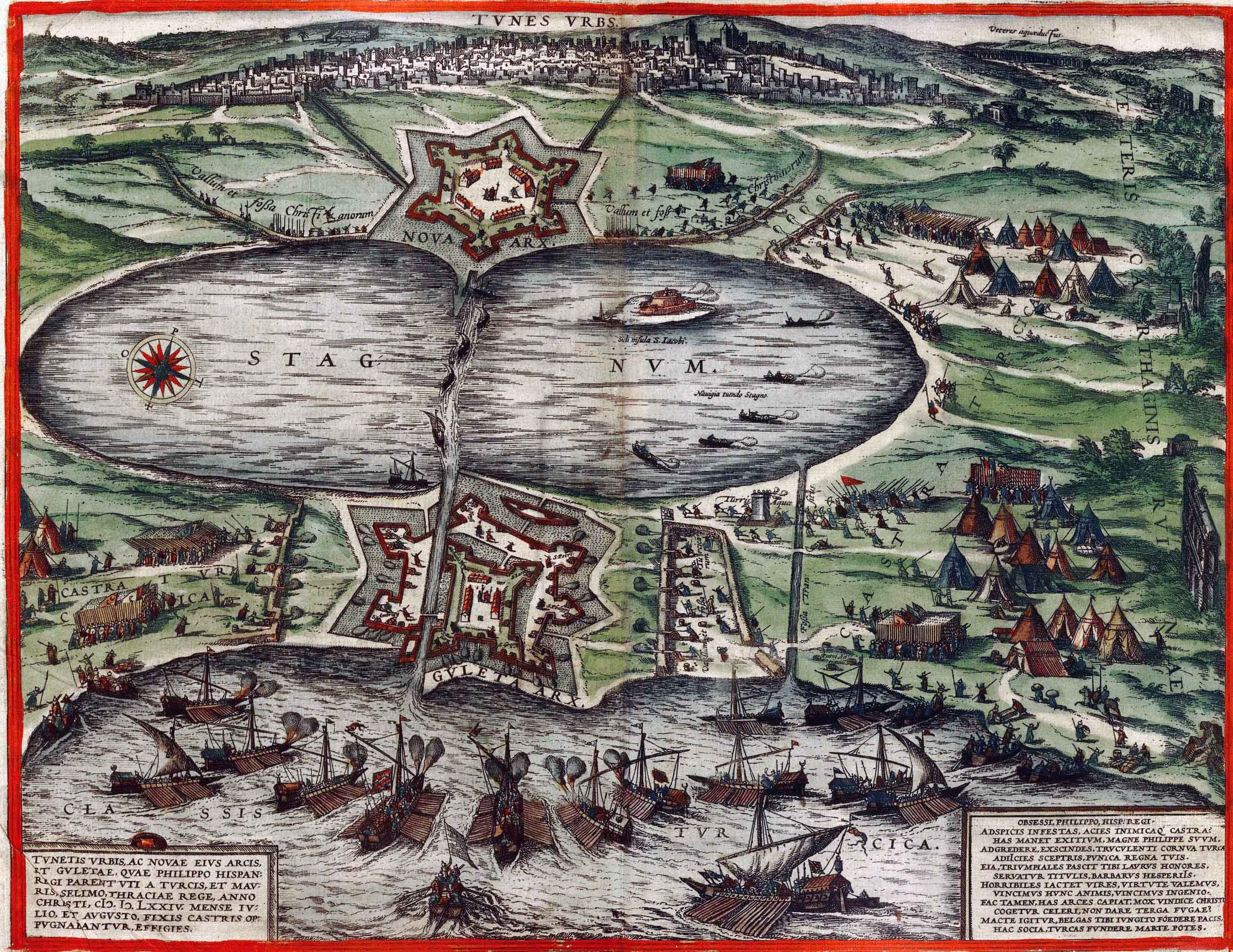
Tunis 1535

- 20. Juli: Eine Armee des Statthalters Khair ad-Din Barbarossa wird vernichtet, daraufhin bricht in der Stadt ein Aufstand von rund 12.000 christlichen Gefangenen aus. Khair ad-Din Barbarossa sieht sich gezwungen, die Stadt aufzugeben und sich nach Bône abzusetzen. Karl V. erobert daraufhin Tunis und gibt die Stadt für eine dreitägige Plünderung frei, die rund 30.000 Menschen das Leben kostet.

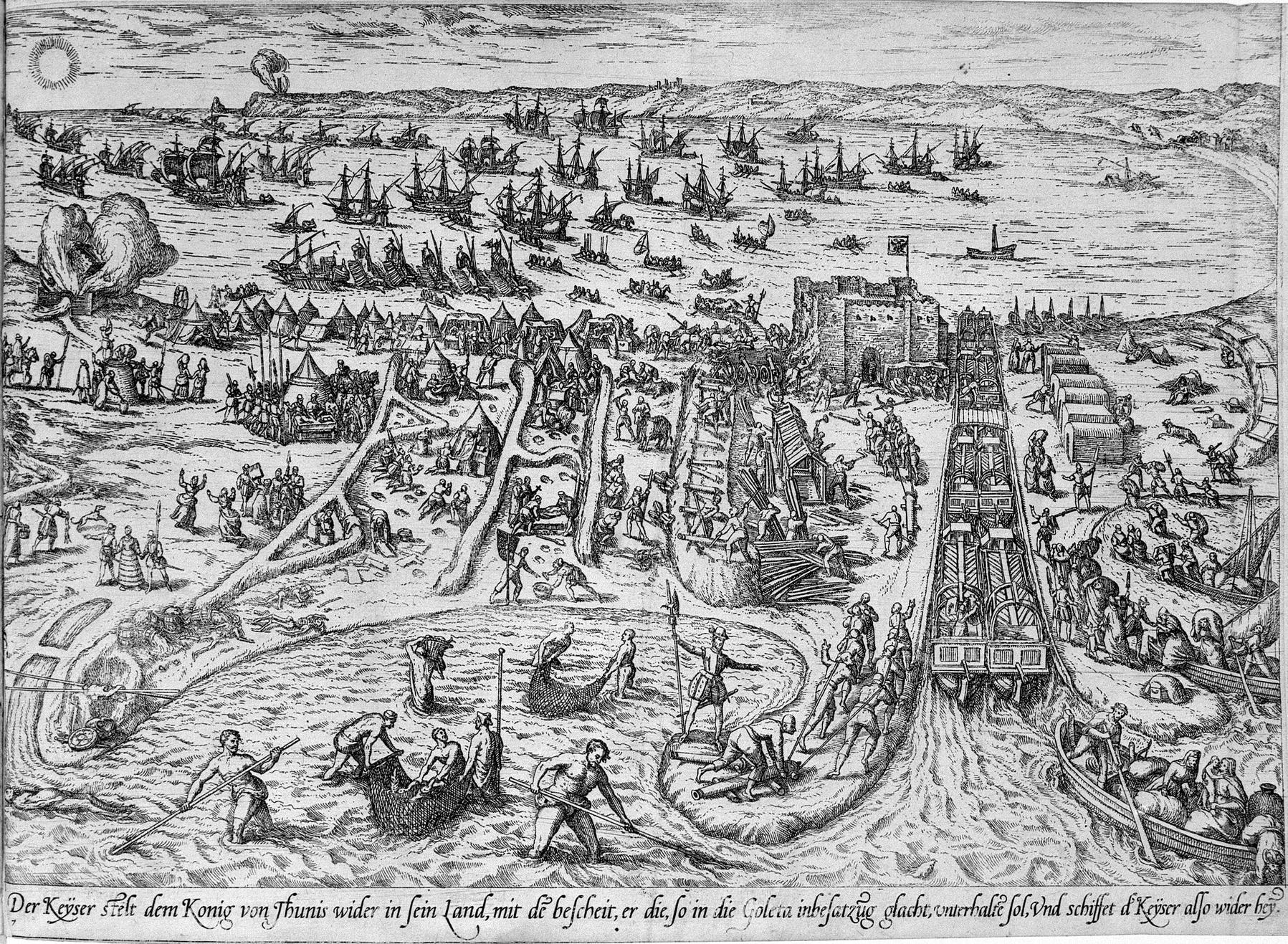
Der Kaiser setzt den König von Tunis wieder in sein Land ein. (zeitgenössische Radierung von Frans Hogenberg)

- Der frühere tunesische König Muley Hasan wird als Vasall Karls V. reinthronisiert.
- Nachdem Karl es versäumt hat, Khair ad-Din nachzusetzen, sticht dieser, anstatt sich wie auf Seiten der Spanier vermutet in die Levante zurückzuziehen, mit fünfzehn Galeonen in Richtung der Balearen in See. Während Andrea Doria die nordafrikanische Küste nach ihm absucht, greift er mit seiner Flotte die im Norden der Insel Menorca gelegene Hafenstadt Maó an, nimmt sechstausend Soldaten gefangen und eignete sich zahlreiche Geschütze an.

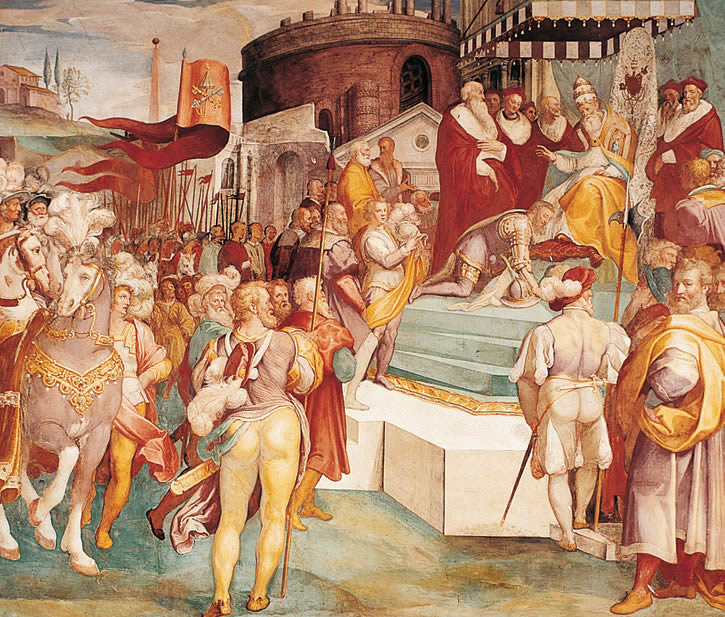
Karl V. überbringt Papst Paul III. die Nachricht von der siegreichen Einnahme von Tunis

- 19. August: Karl V. tritt mit seiner Flotte den Heimweg über Sizilien, Neapel und Rom an.

#### Heiliges Römisches Reich
- 24. Juni: Nach über einem Jahr endet die Herrschaft der Täufer in Münster mit der Eroberung der Stadt durch Truppen des Bischofs Franz von Waldeck. Rund 650 Menschen kommen bei der Verteidigung der Stadt ums Leben. Die Frauen werden nach der Einnahme der Stadt vertrieben, die meisten Anführer der Täuferbewegung, unter ihnen Jan van Leiden, Bernd Krechting und Bernd Knipperdolling, gefangen genommen. Nur Hauptprediger Bernd Rothmann und „Reichskanzler“ Heinrich Krechting können entkommen. Heinrich Krechting flieht zunächst nach Lingen und versucht mit Duldung des Grafen Anton von Oldenburg, die Täufer wieder zu sammeln. Der Verbleib von Bernd Rothmann ist unbekannt.
- 11. Juli: Nach dem Tod von Joachim I. aus dem Geschlecht der Hohenzollern wird sein Sohn Joachim II. Kurfürst von Brandenburg. Durch Testament gehen die Neumark und weitere Landesteile als Markgrafschaft Brandenburg-Küstrin allerdings an seinen jüngeren Bruder Johann.

#### England
- 6. Juli: Der englische Staatsmann und Autor Thomas Morus wird nach einem Todesurteil wegen Eidverweigerung auf dem Londoner Tower Hill hingerichtet. Als Katholik weigerte er sich, den Suprematseid abzulegen.

#### Spanische Kolonien in Amerika
- 18. Januar: Francisco Pizarro gründet im Zuge der Eroberung Perus die Stadt Ciudad de los Reyes (Stadt der Könige).
- 10. März: Der spanische Bischof von Panama, Tomás de Berlanga, entdeckt zufällig die Galapagosinseln, als er mit seinem Schiff vom Kurs abkommt.
- 12. März: Der spanische Kapitän und Konquistador Francisco Pacheco gründet die Stadt Villa Nueva de San Gregorio de Portoviejo im heutigen Ecuador.
- April: Mit der Entsendung von Antonio de Mendoza wird das Vizekönigreich Neuspanien geschaffen, das anfangs alle spanischen Besitzungen in Amerika einschließlich der karibischen Inseln umfasst.
- 3. Juli: Diego de Almagro bricht von Peru aus zu einer Expedition nach Süden in das heutige Chile auf.
- Herbst: Der Inka Manco Cápac II. flieht vor den spanischen Besatzern des Inkareichs. Er wird aber wieder festgenommen, gefangengesetzt und öffentlich gedemütigt. Im folgenden Jahr flieht er erneut und führt einen Aufstand gegen die Spanier an.

#### Nordamerika
- 10. August: Der Sankt-Lorenz-Strom erhält seinen Namen vom Entdecker Jacques Cartier.

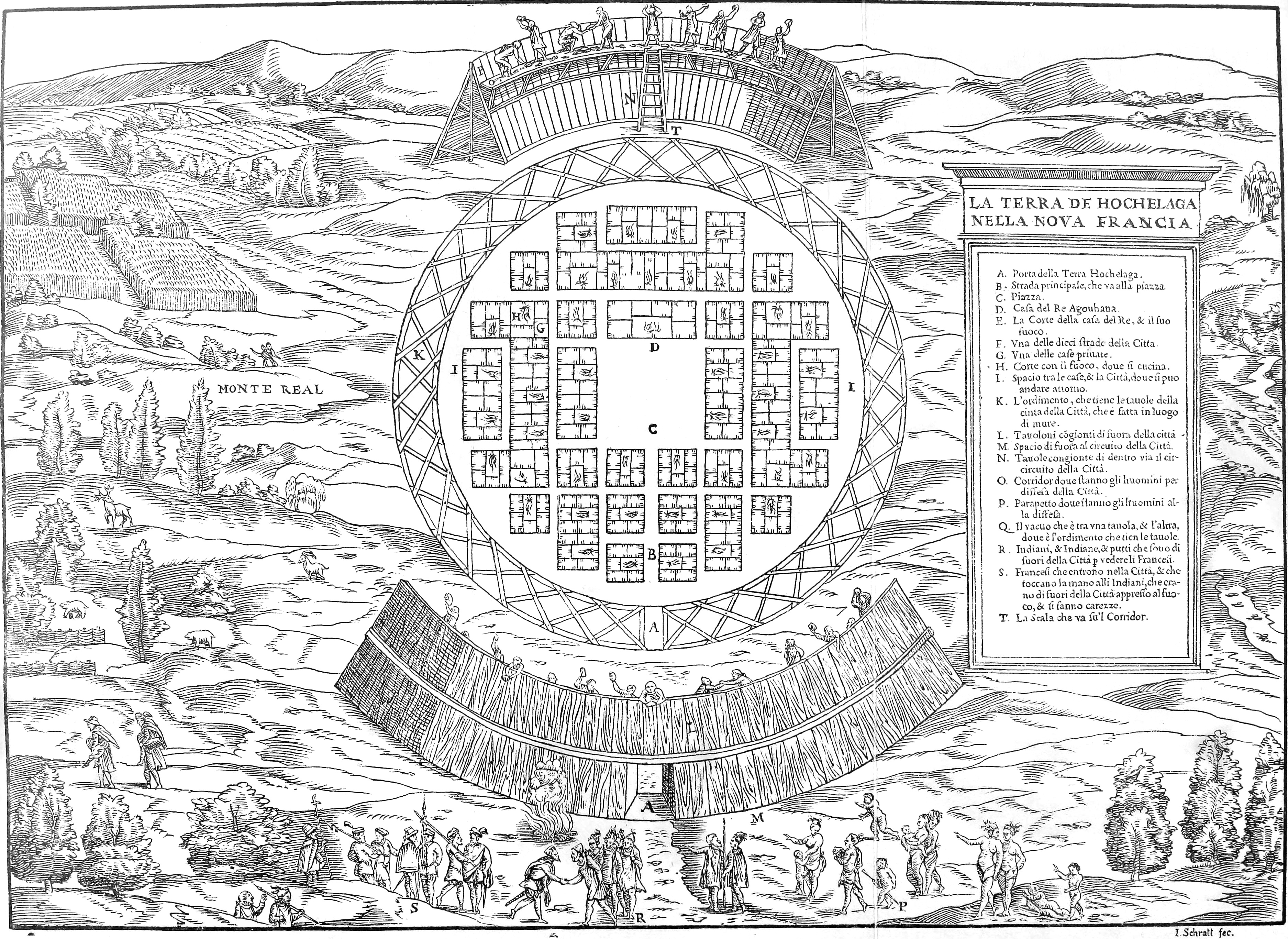
Idealistische Darstellung Hochelagas von Giovan Battista Ramusio und Giacomo Gastaldi (1556), gemäß Jacques Cartiers Aufzeichnungen

- 2. Oktober: Der französische Seefahrer Jacques Cartier erreicht am Sankt-Lorenz-Strom eine indigene Siedlung namens Hochelaga.

### Gesellschaft
- Landgraf Philipp I. von Hessen stiftet das Philippshospital in Riedstadt, eines der ältesten Psychiatrischen Krankenhäuser der Welt.

### Wissenschaft und Technik
- 1535: Witelo beschreibt die sphärische Aberration bei Linsen und Hohlspiegeln sowie das qualitative Verhalten von gebrochenen Lichtstrahlen.

### Kultur und Religion

#### Bibelübersetzungen
- 4. Oktober: Mit der Coverdale-Bibel erscheint die erste vollständige und in modernem Englisch verfasste Bibelübersetzung. Sie wird von Miles Coverdale herausgegeben und im Ausland gedruckt.

- Die Bible d’Olivétan, eine französische Bibelübersetzung von Pierre-Robert Olivétan, ein Schüler von Jacques Lefèvre d’Étaples, wird in Neuchâtel erstmals gedruckt. Der Bibel wird bald darauf ein Vorwort von Johannes Calvin beigefügt. Sie wird mehrfach revidiert und bildet die Basis der Bible de Genève, die in den nächsten Jahrhunderten die Bibel der Hugenotten darstellt.

#### Andere religiöse Werke
- 23. August: Johannes Calvin vollendet die erste  Ausgabe der Institutio Christianae Religionis, seines bis 1559 fortlaufend erweiterten theologischen Hauptwerks.
- Weihnachten: Martin Luther dichtet für seine Kinder das Weihnachtslied Vom Himmel hoch, da komm ich her.
- Martin Luthers Kirchenlied Sie ist mir lieb, die werte Magd erscheint im Klugschen Gesangbuch erstmals im Druck.

### Natur und Umwelt

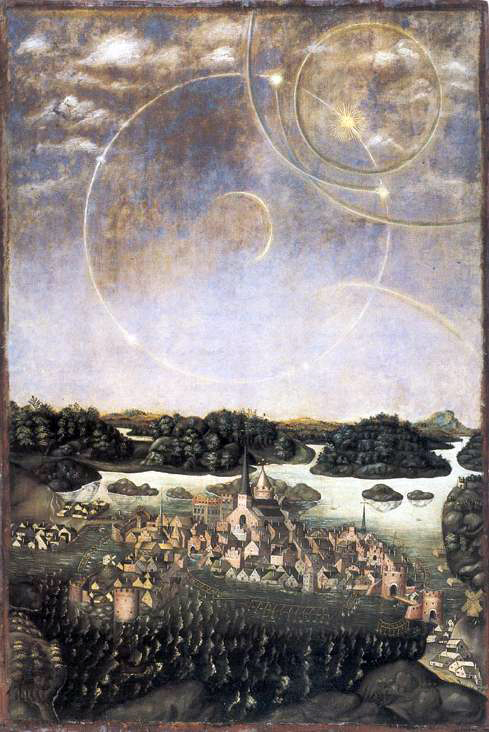
Vädersolstavlan

- 20. April: Über Stockholm werden Wetteranomalien beobachtet, die im Bild Vädersolstavlan der Nachwelt überliefert sind. Die älteste bekannte bildliche Darstellung der Stadt zeigt Nebensonnen und Halo-Erscheinungen.

## Geboren

### Geburtsdatum gesichert
- 23. Januar: Sophie von Brandenburg-Ansbach, Herzogin von Liegnitz († 1587)
- 11. Februar: Niccolò Sfondrati, unter dem Namen Gregor XIV. Papst der katholischen Kirche († 1591)
- 24. Februar: Éléonore de Roye, französische hugenottische Adelige, Fürstin von Condé († 1564)
- 26. Februar: Marcantonio Colonna, Admiral und Vizekönig von Sizilien († 1584)
- 10. März: Wilhelm von Rosenberg, Oberstlandeskämmerer und Oberster Burggraf von Böhmen († 1592)
- 31. Mai: Alessandro Allori, Florentiner Maler († 1607)
- 02. Juni: Alessandro Ottaviano de’ Medici, unter dem Namen Leo XI. Papst der katholischen Kirche († 1605)
- 24. Juni: Johanna von Spanien, Kronprinzessin von Portugal († 1573)
- 24. Juni: Johannes Clajus, deutscher Pädagoge, evangelischer Theologe und Grammatiker († 1592)
- 29. Juni: Hedwig von Ostfriesland, Herzogin von Braunschweig-Harburg († 1616)
- 04. Juli: Wilhelm der Jüngere, Herzog zu Braunschweig und Lüneburg, Fürst von Lüneburg († 1592)
- 15. Juli: Jacob Ramminger, deutscher Kartograph († nach 1596)
- 21. Juli: García Hurtado de Mendoza, spanischer Gouverneur von Chile und Vizekönig von Peru († 1609)
- 22. Juli: Katharina Stenbock, Königin von Schweden († 1621)
- 21. August: Shimazu Yoshihiro, japanischer Feldherr († 1619)
- 18. September: Henry Brandon, 2. Duke of Suffolk, englischer Adeliger († 1551)
- 11. Oktober: Eberhard, Graf zu Hohenlohe-Waldenburg († 1570)
- 18. Oktober: Hermann Lersner, deutscher Rechtswissenschaftler und Hochschullehrer († 1613)
- 30. Oktober: François III. d’Orléans-Longueville, Pair und Großkammerherr von Frankreich, Herzog von Longueville († 1551)
- 01. November: Johann Bökel, niederländischer Mediziner († 1605)
- 25. November: Anna Neumann von Wasserleonburg, eine der reichsten und mächtigsten Frauen Innerösterreichs († 1623)
- 27. November: Wolfgang II. von Pappenheim, deutscher Militär († 1585)
- 28. Dezember: Martin Eisengrein, römisch-katholischer Priester, Kontroverstheologe und Hochschullehrer († 1578)

### Genaues Geburtsdatum unbekannt
- Cyprian Bazylik, polnischer Komponist († um 1600)
- Martin Frobisher, englischer Seefahrer und Entdecker († 1594)
- Kaspar Cappleri de Sulewicz, tschechischer Adeliger († 1621)
- Niels Kaas, dänischer Kanzler († 1594)

## Gestorben
- 05. Januar: Balthasar von Groschlag zu Dieburg, Domkapitular des Mainzer Domkapitels (* vor 1479)
- 01. Februar: Johann Klopreis, Täuferprediger in Münster (* um 1500)
- 28. Februar: Wolter von Plettenberg, Landmeister des Deutschen Ordens in Livland (* um 1450)
- 05. März: Lorenzo Costa, italienischer Maler (* 1460)
- 27. März: Georg Tannstetter, deutscher Humanist, Astronom, Astrologe und Mediziner (* 1482)
- 04. April: Beatrix von Baden, Pfalzgräfin von Simmern (* 1492)
- 11. Juni: Johannes Sylvius Egranus, deutscher Theologe und Reformator (* um 1480)
- 11. Juni: Johann VII. von Hoya, deutscher Graf und Heerführer von Lübeck und Schweden
- 13. Juni: George Nevill, 5. Baron Bergavenny, englischer Adeliger, Militär und Politiker (* 1469)
- 21. Juni: Hans von Schönitz, deutscher Kaufmann, oberster Kämmerer und Vertrauter des Kardinals Albrecht von Brandenburg (* 1499)
- 22. Juni: John Fisher, katholischer Geistlicher in England (* 1469)
- 06. Juli: Thomas Morus, englischer Staatsmann, Lordkanzler von England, humanistischer Autor, Heiliger und Märtyrer der anglikanischen Kirche (* 1478)
- 11. Juli: Joachim I., Markgraf und Kurfürst von Brandenburg (* 1484)
- 14. Juli: Zdeniek Lev von Rosental, Angehöriger des böhmischen Herrenstands (* 1460)
- 22. Juli: Johann Ingenwinkel, deutscher Domherr und Propst (* 1469)
- 19. August: Katharina zu Stolberg, Äbtissin des Klosters Drübeck (* 1463)
- 09. September: Ägidius Rehm, Bischof von Chiemsee (* 1486)
- 23. September: Katharina von Sachsen-Lauenburg, Königin von Schweden (* 1513)
- 21. Oktober: Christian Beyer, deutscher Rechtsgelehrter (* 1482)
- 24. Oktober: Francesco II. Sforza, Herzog von Mailand (* 1495)
- 18. November: Piero de Ponte, Großmeister des Malteserordens (* 1462)
- 23. November: Beatriz Galindo, spanische Schriftstellerin und Humanistin (* 1465)
- 24. November: Ulrich Zasius, deutscher Jurist und Humanist (* 1461)
- 01. Dezember: Gabriel von Eyb, Fürstbischof von Eichstätt (* 1455)
- 03. Dezember: Raymund Fugger von der Lilie, Augsburger Patrizier, Reichsgraf und Kunstsammler (* 1489)
- 15. Dezember: Christoph Kreß von Kressenstein, deutscher Politiker und Diplomat, Bürgermeister von Nürnberg (* 1484)
- 24. Dezember: Nils Lykke, norwegischer Reichsrat (* um 1492)